# コンゴーレッド
コンゴーレッドまたはコンゴレッド (congo red) はベンジジンジアゾビス-1-ナフチルアミン-4-スルホン酸のナトリウム塩で、第2世代のアゾ染料である。ドイツ語での名称「コンゴーロート（Kongorot）」としても知られる。
水に溶かすとコロイド溶液となるが、エタノールなどの有機溶媒にはより溶けやすい。セルロース繊維に対して強い親和性を持つが、毒性が高すぎるため綿織物、木材パルプ、紙などのセルロース工業には用いられていない。

## 歴史
コンゴーレッドは、ドイツ・エルバーフェルトのバイエルの従業員だったパウル・ベッティガーによって1883年に初めて合成された。ベッティガーは、媒染が不要な染料を研究していた。バイエル社がこの染料に興味を示さなかったため、ベッティガーは個人名義で特許を取得し、ベルリンのAGFA社に売却した。AGFA社はこの染料を「コンゴーレッド」の名称で販売した。これは、1884年のベルリン会議でドイツの植民地となったコンゴに因んだものであり、「コンゴー」の名前を冠した他の色の染料とともに、商業的に大成功した。

## 溶液中の挙動
pH 3.0 以下で青色、5.2 以上で赤色となるので、pH指示薬として用いられる。この色変化はリトマスのほぼ逆であるため、演示実験で簡単な手品に使うことができる。まずコンゴーレッドを酸と塩基の溶液に加える。赤色の溶液に赤いリトマス試験紙をひたせば青く、青色の溶液に青いリトマス試験紙をひたせば赤くなる。
水や有機溶媒の溶液中で会合する性質を持つ。これは分子内の芳香環どうしの疎水性相互作用によって π-π スタッキングが起こるためであると考えられている。様々な形・大きさの会合体が生成するが、主な形態はリボン状のミセルであると考えられている（このような場合「ミセル」の語は適切ではないかもしれないが）。この会合体は高濃度、塩の共存、低 pH などの条件下でより形成されやすくなる。
| コンゴーレッド   | コンゴーレッド | コンゴーレッド |
| ---------------- | -------------- | -------------- |
| pHによる色の変化 |                |                |
|                  |                |                |
| 3.0以下          | ↔              | 5.2以上        |

## 染色活性
強い赤色に示されるように、重要な分光学的性質を持つ。すなわち、低濃度の水溶液はUV/Vis スペクトルにおいて 498 nm 付近に特徴的な高強度のピークを示す。モル吸光係数は約 45,000 L mol−1 cm-1 である。会合によってピークの長波長シフトが起こり、セルロースやアミロイド線維に定着させると短波長シフトが起こる。また、アミロイドに定着させた場合には蛍光活性も示すため、アミロイド症の診断の際に古い複屈折法に代わって用いられる事がある。

## 科学研究と診断への利用
生化学や組織学において顕微鏡用のプレパラートを作る際、細胞質や赤血球を染色するのに用いられる。コンゴーレッドで染色したプレパラートに偏光を照射すると、アップルグリーンの複屈折光によってアミロイド繊維を検出することができる。
pHによる色の変化を利用して原生動物の食胞内のpH変化の追跡に利用する事がある。例えばパン酵母をコンゴーレッドで染色してゾウリムシの様な繊毛虫に摂食させると食胞形成後の急速なpHの低下（赤→青）とその後の再上昇（青→赤）、それに続く排出の経過を追跡できる
。
ハンチントン病の病変部位の染色に使われ、その経過に於いて病変部のタンパク塊の集成が、染色しない場合より遅くなるという事実が発見された。しかし染料としてのコンゴーレッドは化学組成が大きく血液脳関門を通過できない為、治療薬としてより小さな化学組成の開発が進められている。